# Rama dama (Film)
Rama dama ist ein im Jahr 1991 unter der Regie von Joseph Vilsmaier entstandener deutscher Spielfilm, der das harte Leben der alleingelassenen Ehefrauen und Mütter nach dem Ende des Zweiten Weltkriegs beschreibt.

## Handlung
Frühjahr 1945: Nachdem ihr Ehemann Felix kurz nach Weihnachten an die Ostfront zurück musste, wird die Wohnung und der Frisörsalon der schwangeren Kati Zeiler ausgebombt, während sie mit ihrer kleinen Tochter in einem Hochbunker ist. Zusammen mit ihrer Tochter und ihrer Freundin Leni flieht sie aufs Land und bekommt dort ein weiteres Mädchen, während amerikanische Soldaten gerade das Dorf besetzen.
Nach dem Krieg schlägt sie sich mit ihren beiden Kindern als Straßenbahnschaffnerin und Trümmerfrau durch das Leben im zerstörten München. Wenn Züge mit Heimkehrern im Münchner Hauptbahnhof ankommen, steht sie mit vielen anderen Frauen auf dem Bahnsteig. Sie hat dabei ein Foto ihres Mannes in der Hand. Dort lernt sie auch Hans Stadler kennen, der vorgibt, mit ihrem Mann in einem Lager gewesen zu sein. Stadler, der früher in der Nähe in einem Haus, das jetzt zerstört ist, gewohnt hat, baut sich im Hof von Kati eine behelfsmäßige Unterkunft.
Nach und nach sind immer weniger Frauen auf dem Bahnsteig. Nur Kati hält weiter das Foto hoch. Die Hoffnung auf Rückkehr ihres verschollenen Mannes sinkt daher mit jedem Tag. Sie lernt Hans näher kennen und lieben, und ihr Leben kommt wieder in geregelte Bahnen. Die ältere Tochter sagt schon Vati zu Hans.
Doch eines Tages kehrt Katis vermisst geglaubter Mann Felix plötzlich zurück. Sie muss sich für einen der beiden Männer entscheiden. Aus Treue entscheidet sie sich für ihren Mann und gegen ihre neue Liebe.

## „rama dama“
Den Ausspruch „rama dama“ prägte der damalige Münchener Oberbürgermeister Thomas Wimmer („Wimmer Damerl“). Diese Aufforderung in bairischer Mundart bedeutet auf Hochdeutsch wörtlich „aufräumen tun wir“ bzw. sinngemäß „lasst uns aufräumen!“. OB Wimmer forderte damit die Bevölkerung auf, die Trümmer und Ruinen des Zweiten Weltkrieges wegzuräumen. Auch heute noch wird im bairischen Sprachraum eine öffentlich organisierte Veranstaltung, bei der (meist unter Mitwirkung der Bevölkerung) in der Natur Müll aufgesammelt wird, oft als „Ramadama“-Aktion bezeichnet.

## Kritik
„Detailverliebter, aber in der Atmosphäre nicht immer stimmiger Film über die Aufbauphase der Nachkriegszeit, der viele Probleme anspricht, sie aber nicht reflektiert. Durch seine auch sprachlich bewußt gesuchte Nähe zum Heimatfilm wird der Zugang für nichtbayerische Zuschauer erschwert.“

 Die Deutsche Film- und Medienbewertung FBW in Wiesbaden verlieh dem Film das Prädikat besonders wertvoll.

## Sonstiges
In dem Film ist die echte Geburt von Theresa Vilsmaier am 8. Juni 1989 zu sehen, der Tochter von Hauptdarstellerin Dana Vávrová und Regisseur Joseph Vilsmaier. Möglich wurden diese Aufnahmen durch einen Gynäkologen, der der Familie nahe stand. Beide Hauptdarsteller verstarben bereits mit 38 bzw. 41 Jahren an Krebs.